# Michiya Mihashi
Michiya Mihashi (三橋美智也, Mihashi Michiya), 10 novembre 1930 – 8 janvier 1996, né Michiya Kitazawa (北沢 美智也, Kitazawa Michiya) à Kamiiso en Hokkaidō, est un célèbre chanteur enka du Japon d'après-guerre. Avec Hachiro Kasuga et Hideo Murata, il est considéré comme l'un des plus notables chanteurs créateurs du genre enka. Il a enregistré environ 2 500 chansons. En 1983, il avait déjà vendu plus de 100 millions de disques.
Le chanteur Takashi Hosokawa a été son élève.

## Biographie
Mihasa commence sa carrière comme chanteur de musique folk japonaise ou min'yō et remporte un concours dans sa région natale de Hokkaidō à l'âge de 11 ans. En 1954 il enregistre sa première chanson intitulée Sake no Nigasayo (酒の苦さよ). Son titre Onna Sendō Uta (おんな船頭唄) de 1955 est un grand succès.
En 1960, il interprète la chanson thème de la série tokusatsu Kaiketsu Harimao créée par Shotaro Ishinomori.
Dans la seconde moitié des années 1970 il se réinvente en adoptant un style « rude » et anime une émission de radio destinée aux jeunes ce qui lui vaut le surnom de « Michie » (ミッチー). En 1983, il établit un record en devenant le premier chanteur japonais à vendre cent millions de disques.
Mihasa meurt à l'âge de 65 ans dans un hôpital d'Osaka d'un syndrome de défaillance multiviscérale le 8 janvier 1996.

## Discographie partielle
- 1955 : Onna sendo uta (おんな船頭唄?)
- 1955 : Ah Shinsen gumi (あゝ新撰組?)
- 1956 : Ringo mura kara (リンゴ村から?)
- 1956 : Aishu ressha (哀愁列車?)
- 1959 : Kojo (古城?)
- 1961 : Takeda bushi (武田節?)
- 1967 : Tsugaru jongara bushi (avec Takeshi Terauchi & Bunnys)